# Liupanshui Yue Zhao Airport
Liupanshui Yue Zhao Airport är en flygplats i Kina. Den ligger i provinsen Guizhou, i den sydvästra delen av landet, omkring 170 kilometer väster om provinshuvudstaden Guiyang.
Runt Liupanshui Yue Zhao Airport är det ganska tätbefolkat, med 192 invånare per kvadratkilometer. Närmaste större samhälle är Liupanshui, 13,8 km väster om Liupanshui Yue Zhao Airport. Trakten runt Liupanshui Yue Zhao Airport består till största delen av jordbruksmark.
Genomsnittlig årsnederbörd är 1 397 millimeter. Den regnigaste månaden är juli, med i genomsnitt 263 mm nederbörd, och den torraste är januari, med 18 mm nederbörd.